# UFC 263
UFC 263: Adesanya vs. Vettori 2 fue un evento de artes marciales mixtas producido por Ultimate Fighting Championship que tuvo lugar el 12 de junio de 2021 en la Gila River Arena en Glendale, Arizona, Estados Unidos.

## Antecedentes
El evento fue el segundo que la promoción disputó en Glendale, después de UFC on Fox: Poirier vs. Gaethje en abril de 2018. Zuffa había organizado previamente el último evento de World Extreme Cagefighting, WEC 53, en la arena en diciembre de 2010.
El combate por el Campeonato de Peso Mediano de UFC entre el actual campeón, Israel Adesanya, y Marvin Vettori encabezó el evento. Se enfrentaron previamente en UFC on Fox: Poirier vs. Gaethje, donde Adesanya ganó por decisión dividida.
Se llevó a cabo una revancha por el Campeonato de Peso Mosca de UFC entre el actual campeón Deiveson Figueiredo y el exaspirante al título Brandon Moreno. Se enfrentaron previamente en diciembre de 2020 en UFC 256, donde Figueiredo retuvo el título después de que el combate fuera marcado como un empate mayoritario.
Paul Craig enfrentó a Jamahal Hill en un combate de peso ligero. El combate estaba previamente programado para tener lugar en UFC on ESPN: Brunson vs. Holland, pero Hill se retiró de ese evento el 10 de marzo tras dar positivo por COVID-19.
En UFC 262 se esperaba un combate de peso wélter entre Leon Edwards y el exaspirante al Campeonato de Peso Ligero de UFC, Nate Diaz (también ganador de peso ligero de The Ultimate Fighter 5). Sin embargo, Díaz se retiró por una pequeña lesión a principios de mayo y el combate se pospuso para este evento. A pesar del cambio de fecha, el combate mantendrá su estatus original, marcando la primera vez en la historia de UFC que un combate sin título que no sea el evento principal ha sido programado a cinco asaltos.
En el evento estaba previsto un combate de peso gallo femenino entre Karol Rosa y Sijara Eubanks. Sin embargo, Rosa se retiró del combate a finales de mayo alegando una lesión ocular. A su vez, Eubanks fue retirada de la cartelera y se enfrentará a Priscila Cachoeira seis semanas después en UFC on ESPN: Sandhagen vs. Dillashaw.
Un combate de peso ligero entre Frank Camacho y Matt Frevola estaba originalmente programado para tener lugar en UFC on ESPN: Blaydes vs. Volkov en junio de 2020, pero Frevola fue retirado de la pelea durante la semana previa al evento después de que su compañero de equipo y esquinero, Billy Quarantillo diera positivo por COVID-19. A pesar de dos pruebas negativas, Frevola fue retirado del combate como medida preventiva. Entonces se reprogramó para este evento. A su vez, Camacho se retiró de la pelea cuatro días antes del evento tras lesionarse en un accidente de coche. Frevola se enfrentó en su lugar al recién llegado, Terrance McKinney.
En el pesaje, Steven Peterson pesó 148.5 libras, dos libras y media por encima del límite de la división de peso pluma. El combate se desarrolló en un peso acordado y se le impondrá una multa del 20% de su pago, que fue a parar a su oponente Chase Hooper.

## Resultados
1. ↑  Por el Campeonato de Peso Medio de UFC.
2. ↑  Por el Campeonato de Peso Mosca de UFC.

## Premios de bonificación
Los siguientes luchadores recibieron bonificaciones de $50000 dólares.
- Pelea de la Noche: Brad Riddell vs. Drew Dober
- Actuación de la Noche: Brandon Moreno y Paul Craig